# جاستن إنا
جاستن إنا (بالإنجليزية: Justin Ena)‏ هو لاعب كرة قدم أمريكية أمريكي، ولد في 20 نوفمبر 1977 في بروفو في الولايات المتحدة.

## وصلات خارجية
- جاستن إنا على موقع مرجع كرة القدم المحترفة.كوم (الإنجليزية)